# Мягкотелка красноногая
Мягкотелка красноногая, или мягкотелка деревенская (лат. Cantharis rustica) — вид жуков-мягкотелок.

## Внешнее строение
Длина тела взрослых насекомых (имаго) 10—14,5 мм. Переднеспинка с чёрным пятном посередине. Все голени и лапки большей частью чёрные.

## Распространение
Вид встречается по всей Европе, включая европейскую часть России, в Западной Сибири и в Турции